# Sénégal aux Jeux olympiques d'été de 1980
L'équipe olympique du Sénégal participe aux Jeux olympiques d'été de 1980 à Moscou. Elle n'y remporte aucune médaille.

## Athlétisme
- Françoise Damado est éliminée en séries du 100 mètres et du 200 mètres.